# Fumeria d'oppio
Fumeria d'oppio (La guarida del opio) es una película de crimen italiana de 1947 dirigida por Raffaello Matarazzo y protagonizada por Emilio Ghione Jr., Mariella Lotti y Emilio Cigoli. Fue un intento fallido de revivir a Za La Mort, personaje que había sido una figura popular durante la era silenciosa. Ghione jr. era el hijo del actor Emilio Ghione quien había interpretado originalmente el papel.

## Reparto
- Emilio Ghione jr. : Za-la-Mort
- Mariella Lotti : Lina Vidonis, hija de Corrado
- Emilio Cigoli : De Rossi, el "Maestro"
- Paolo Stoppa : amigo de Za-la-Mort
- Armando Francioli : Corrado Vidonis
- Umberto Spadaro : "Ragno", cómplice del "Maestro"
- Arnoldo Foà : otro cómplice del "Maestro"
- Fedele Gentile : Piero
- Enrico Glori : comisario
- Checco Durante : Antonio, el falso ciego
- Augusto Di Giovanni : Giacomo, el asesino
- Erminio Spalla : herrero
- Domenico Serra : brigadier
- Margherita Nicosia : matrona de la hostería
- Fiore Forges Davanzati : enfermera
- Adriana De Roberto : Irene
- Marichetta Stoppa : Lidia
- Eugenio Duse : hombre delirante
- Aristide Garbini : guarda de la casa del "Maestro"
- Roberto Mauri : drogadicto
- Ciro Berardi : ladrón
- Ida Bracci Dorati
- Aedo Galvani